# Línea 1M7 (Suburbanos Montevideo)
La línea 1M7  de la red de transporte  suburbano de Montevideo une Tres Cruces con Playa Pascual en Ciudad del Plata. 

## Características
A diferencia del resto de las líneas suburbanas operadas por la Corporación de Ómnibus Micro Este, que parten desde la Estación Baltasar Brum, la línea 1M7 inicia su recorrido en el barrio de Tres Cruces, en las afueras de la terminal homónima sobre la calle Goes.
| Partida (barrio de Tres Cruces) - Goes - Juan Paullier - Salvador Ferrer Serra - Martín Martínez - Daniel Muñoz - Eduardo Víctor Haedo - Bulevar Artigas - Avenida Agraciada - Santa Lucía - Eduardo Paz Aguirre - Avenida Luis Batlle Berres - (Terminal Paso de la Arena) - Avenida Luis Batlle Berres - Ruta 1 Vieja - Avenida Río de la Plata | Retorno - Avenida Río de la Plata - Ruta 1 vieja - Avenida Luis Batlle Berres - (Terminal Paso de la Arena) - Avenida Luis Batlle Berres - Eduardo Paz Aguirre - José Llupes - Avenida Agraciada - Bulevar Artigas - Goes |